# Томпсонтаун (Пенсільванія)
Томпсонтаун (англ. Thompsontown) — місто (англ. borough) в США, в окрузі Джуніата штату Пенсільванія. Населення — 631 особа (2020).

## Географія
Томпсонтаун розташований за координатами 40°33′57″ пн. ш. 77°14′10″ зх. д. / 40.56583° пн. ш. 77.23611° зх. д. (40.565799, -77.236131). За даними Бюро перепису населення США в 2010 році місто мало площу 0,84 км², уся площа — суходіл.

## Демографія
Згідно з переписом 2010 року, у селищі мешкало 697 осіб у 340 домогосподарствах у складі 184 родин. Густота населення становила 826 осіб/км². Було 369 помешкань (437/км²).
Расовий склад населення:
| - 98,7 % — білих - 0,4 % — азіатів - 0,1 % — чорних або афроамериканців |

До двох чи більше рас належало 0,7 %. Частка іспаномовних становила 0,4 % від усіх жителів.
За віковим діапазоном населення розподілялося таким чином: 19,5 % — особи молодші 18 років, 58,3 % — особи у віці 18—64 років, 22,2 % — особи у віці 65 років та старші. Медіана віку мешканця становила 42,4 року. На 100 осіб жіночої статі у селищі припадало 94,7 чоловіків; на 100 жінок у віці від 18 років та старших — 87,0 чоловіків також старших 18 років.
Середній дохід на одне домашнє господарство становив 45 503 долари США (медіана — 39 779), а середній дохід на одну сім'ю — 59 684 долари (медіана — 52 446). Медіана доходів становила 41 250 доларів для чоловіків та 35 455 доларів для жінок. За межею бідності перебувало 14,6 % осіб, у тому числі 28,9 % дітей у віці до 18 років та 15,9 % осіб у віці 65 років та старших.
Цивільне працевлаштоване населення становило 361 особа. Основні галузі зайнятості: виробництво — 22,7 %, транспорт — 15,0 %, роздрібна торгівля — 14,4 %.